# 474

## Починали
- 18 януари – Лъв I, византийски император;
- 17 ноември – Лъв II, византийски император;
- Тиудимир – крал на остготите (469 – 474), баща на Теодорих Велики, в Македония.